# Кућа Горбо
Кућа Горбо је објекат поменут у књижевном делу „Јадници“ француског писца Виктора Игоа. У тој кући се скривао Жан Валжан са усвојеном девојчицом Козетом. Бивши робијаш Жан Валжан глумио је старог пропалог богаташа, у дроњцима, а у постави капута крио је свежњеве новчаница по 1.000 франака од којег је власници куће плаћао кирију и издржавао себе и малу девојчицу.